# Chassepot

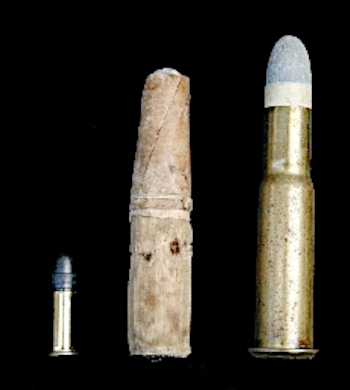
zleva: .22 LR; 11mm Chassepot; 11 × 59 mm R Gras

Chassepot modèle 1866 (hovorově šaspotka) byla jednoranná zezadu nabíjená puška typu jehlovka s odsuvným válcovým závěrem, která byla součástí výzbroje francouzské armády za druhého císařství. 

## Historie a popis
Navrhl ji v roce 1866 Antoine Alphonse Chassepot (1833-1905). Její zavedení bylo reakcí na úspěch pruských jehlových pušek Dreyse v prusko-rakouské válce. Puška byla dlouhá 1880 mm a vážila 4,64 kg včetně bajonetu. Hlava závěru byla utěsnená gumovou manžetou pro lepší utěsnění nábojové komory. Náboje s papírovou nábojnicí měly průměr 11 mm a délku 67 mm a oproti nábojům Dreyse měly zápalku na samém konci nábojnice. Dostřel měla 1200 metrů (dvakrát větší než Dreyse). Vyráběly ji zbrojovky v Saint-Étienne, Tulle a Châtellerault, vyrobeno bylo okolo dvou milionů kusů. Chassepotky byly poprvé nasazeny v bitvě u Mentany a osvědčily se, ale po prohrané prusko-francouzské válce byly označeny za příčinu porážky kvůli papírovým nábojnicím, které po spálení zanášely hlaveň. Přestaly se vyrábět v roce 1875 a nahradily je pušky Gras na náboje 11 × 59 mm R Gras se středovým zápalem využívající kovové nábojnice.